# 福里斯特格林 (密蘇里州)
福里斯特格林（英語：Forest Green）是位於美國密蘇里州沙里頓縣的非建制地區。

## 歷史
福里斯特格林的郵局於1873年設立，其後於1979年停運。

## 地理
福里斯特格林所處的海拔為高於海平面199米（即653英呎），而該地所採用的時區為UTC-6，即北美中部時區（CST）。同時該地設有夏令時間，為UTC-6調快一小時，即UTC-5（CDT）。